# Minamiminowa
Minamiminowa (japanska: 南箕輪村?, Minamiminowa-mura) är en landskommun (by) i Nagano prefektur i Japan.  
Kommunen består av två geografiskt åtskilda områden. Området mellan de båda kommundelarna tillhör staden Ina.